# Misumenoides
Misumenoides là một chi nhện trong họ Thomisidae.